# Léon Dierx
Marais Victor Léon Dierx, né à Saint-Denis de La Réunion le 31 mars 1838 et mort à Paris le 11 juin 1912, est un poète parnassien et un peintre français.

## Biographie
Léon Dierx naît à Saint-Denis de la Réunion, dans la villa aujourd'hui appelée villa Déramond-Barre, que son grand-père a achetée en 1830. Il y vit jusqu'en 1860, année de son installation en France métropolitaine.
En 1864, il fait partie des poètes parnassiens qui se réunissent autour de Catulle Mendès, avec Sully Prudhomme, Villiers de L'Isle-Adam, José-Maria de Heredia, Albert Glatigny, quand Paul Verlaine, âgé de 20 ans, fait la connaissance de ce groupe.
Il rencontre Guy de Maupassant lors de sa collaboration à La Revue fantaisiste, ce dernier lui dédie en 1883 sa nouvelle Regret.
Habitué à vivre sans travailler grâce aux revenus de propriétés dont il avait hérité à l'île de La Réunion, un revers de fortune l'oblige à prendre le premier travail qui se présente à lui et il devient aide arpenteur. Ému par sa situation, Guy de Maupassant lui signale un concours pour devenir commis expéditionnaire au ministère de l'Instruction publique qu'il réussit. Il y sera rédacteur jusqu'à sa retraite.
Il est élu prince des poètes à la mort de Stéphane Mallarmé en 1898 et devient Président du Congrès des Poètes en mai 1901.
Léon Dierx meurt le 11 juin 1912 en son domicile 24 rue Boursault, dans le quartier des Batignolles dans le 17e arrondissement de Paris et est inhumé au Cimetière des Batignolles (16e division).

## Œuvres
- Aspirations, poésies, 1858[6]
- Poèmes et poésies, 1864
- Les Lèvres closes, 1867[7]
- Les Paroles du vaincu, 1871
- La Rencontre, scène dramatique en vers, Paris, Salle Taitbout, 24 février 1875
- Les Amants, poésies, 1879[8]
- Poésies complètes, 2 vol., 1889-1890
- Œuvres complètes, 2 vol., 1894-1912[9]
- Œuvres complètes, édition de Christophe Carrère, Classiques Garnier, coll. « Bibliothèque du XIXe siècle », 2024.

## Distinctions et hommages
- Prix Archon-Despérouses 1889[10].
- Légion d'honneur : chevalier le 13 juillet 1890, officier le 23 juillet 1901.

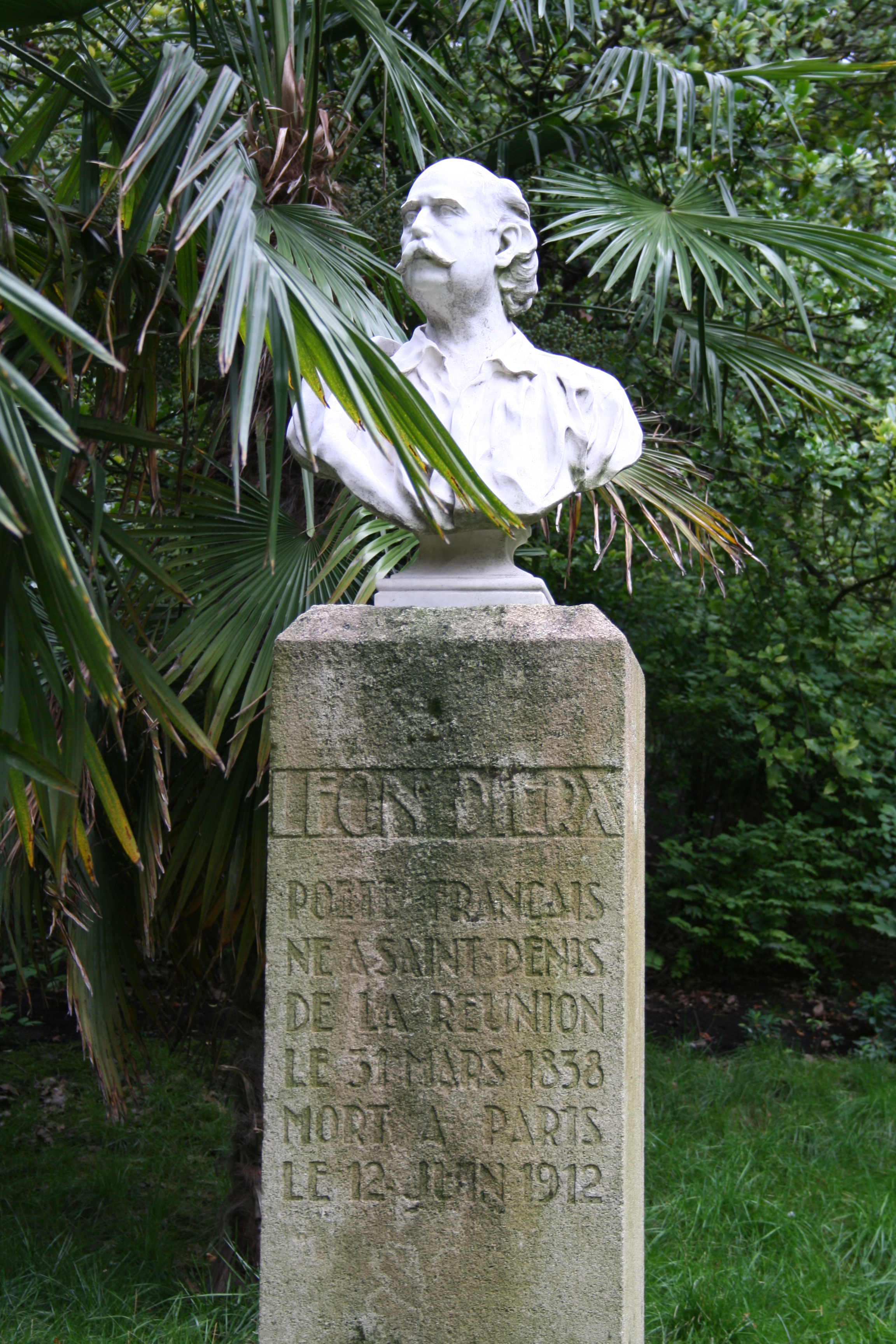
Monument à Léon Dierx par Léopold de Bony de Lavergne, square des Batignolles, à Paris.

À sa mort, le nouveau musée d'art de Saint-Denis situé dans la rue de Paris reçoit son nom. Un buste de Léon Dierx est installé à l'entrée de ce musée en mars 1920 et un portrait gravé par Henri Thiriat y est conservé.
Un musée de peinture porte son nom à Saint-Denis.
Un autre buste, inauguré le 13 décembre 1930, se trouve dans le square des Batignolles à Paris 17e.
Le peintre Paul Chabas le représente dans son tableau Chez Alphonse Lemerre, à Ville-d'Avray aux côtés de Jules Claretie, Paul Arène, Paul Bourget, José-Maria de Heredia, Auguste Dorchain et Marcel Prévost. Ce tableau (conservé dans une collection privée puis perdu lors d'un incendie), exposé au salon de 1895, répond au souhait de l'éditeur des poètes parnassiens de les immortaliser dans le jardin de sa propriété.